# قلعة فقرا
قعلة فقرا هو موقع أثري يقع في كفردبيان في لبنان يضم آثار وأطلال ترجع إلى العصرين الروماني والبيزنطي، وتقع القلعة على سفوح جبل صنين على ارتفاع 1500 متر وهي واحدة من أهم مواقع اليونسكو التابعة لوادي نهر الكلب.

## الموقع
تقع قلعة فقرا في بلدة كفردبيان التابعة لقضاء كسروان في محافظة جبل لبنان، بالقرب من منتجع فقرا للتزلج القائم على سفوح جبل صنين على ارتفاع 1500 مترًا في منتصف الطريق بين موقعي بيريتوس وهليوبوليس التاريخيين، وهما موقعين لمدينتين رومانيتين رئيسيتين في فينيقيا خلال العصور الرومانية.

## تاريخ
تقع قلعة قفرا على أحد الطرق الممتدة من الساحل إلى بعلبك، أعلى المنحدرات الغربية لسلسلة جبال لبنان، على تل طبيعي تُحيط به منطقة مليئة بالصخور الغريبة. تحتوي قلعة قفرا على أعمدة ومذابح ومقابر ومعابد أهمها معبد زيوس وهو الحرم المقدس للآلهة السورية أترعتا، والذي خُصّص لأغريباس الثاني وأخته برنيس، ومعبد أدونيس الذي يعود تاريخ تشييده إلى النصف الثاني من القرن الأول في عهد الإمبراطور كلوديوس الذي حكم الإمبراطورية الرومانية منذ نحو ألفي سنة، ويعتبر المعبد من أكثر معابد الرومان ارتفاعا عن سطح البحر، إذ يقع بين نهرين وتحيطه صخور «الدولوميت» المنتصبة وإلى جانبه معبد صغير تحول في العصر البيزنطي إلى كنيسة. تضم أطلال القلعة أيضًا مذبحين وبرج ذو قاعدة تبلغ مساحتها 16 متر مربع أعيد بناءه في في العام 43-44 بعد الميلاد في عهد الإمبراطور لروماني كلوديوس تكريما للإله أدونيس، ولهذا سمي ببرج كلوديوس. يشتهر البرج بنقوشه اليونانية واللاتينية التي تشير إلى أن المبنى الذي كان يعلوه في وقت ما سقف هرمي يُشبه قمع الهرمل.
كما يوجد بالقلعة أيضًا مذبح كبير ومذبح صغير أعيد ترميمه بشكل جيد إلى جانب بقايا مذبح مدمر. تنقسم القلعة إلى ثلاثة قطاعات، يقع أولها على التل في جهة الشمال، ويضم برج كلوديوس والمذابح الأثرية، بينما يقع القطاع الثاني في الجنوب باتجاه نبع اللبن ويضم المعبد الصغير، ويقع القطاع الثالث بين القطاعين الآخرين ويتألف من الحرم العظيم الواقع بينهما. وبالقرب من البرج، وبين المعبد الصغير والمعبد الكبير، تظهر أطلال مستوطنة قديمة (رومانية وربما بيزنطية أولية) من المحتمل أن تكون قد أنشئت بشكل أساسي على أيدي قدامى المحاربين الرومان المنتمين للفيلق المقدوني الخامس أو الفيلق المقدوني الثالث الغالي، وهما الفيلقين اللذين وضعهما الإمبراطور الروماني أغسطس في مدينة بيريتوس. تقع منطقة فقرا ضمن منطقة بيريتوس الرومانية، وقد ارتبطت بمحاولة إضفاء الطابع الروماني على المنطقة المحيطة ببيريتوس، وهو ما قام به الرومان خلال القرنين الأول والثاني الميلادي لتقوية إمبراطوريتهم الرومانية وبسط نفوذها على السواحل الشرقية للبحر الأبيض المتوسط.

### برج كلوديوس
يرتكز البرج على قاعدة مُكعّبة الشكل طولها 15.67 مترًا من كل جانب، ويحتوي البرج على فتحتين تقعان في منتصف الطريق للأعلى، وتتعامدان على الجانب الشرقي من برج كلوديوس حيث يوجد درج خارجي مكون من ثماني عشرة درجة يؤدّي إلى الباب الرئيسي للبرج، بينما يوجد باب آخر أصغر حجمًا. وعلى المسار العلوي لقاعدة البرج توجد الأرضية المزينة بأعمدة تعلوها تيجان ذات أقواس، وتدعم هذه الأعمدة سطحًا دوريًا متوجًا بإفريز مزين بحلى مصرية. يسمح نظام الممرات الضيقة والسلالم الحلزونية الجانبية بالتنقل داخل مبنى البرج وينتهي إلى غرفة صغيرة مستطيلة الشكل تقع في مركز المبنى. أدى المظهر غير المعتاد للمبنى في بعض الأحيان إلى اعتبار البرج بمثابة قبر، واعتُبر أحيانًا مذبحًا ضخمًا (وهذا هو الرأي الأكثر شيوعًا بين علماء الآثار)، واعتُبر في أحيان أخرى بمثابة مبنى مُراقبة متصل بنصب تذكاري فخري. يُعدّ النصب التذكاري بمثابة منصة كبيرة أو مكان مرتفع للعبادة، حيث يمكن التضحية بالحيوانات الكبيرة، ويعني هذا بالضرورة أنه لا بُد من وجود وسيلة تُمكن من الوصول إلى المنصة، وقد كان هناك بالفعل سلالم بُنيت داخل المكعب الحجري الكبير. ومن أشهر الأمثلة على هذا النوع من البناء أبراج المذبح في الفناء الكبير أمام معبد جوبيتر في بعلبك. وعلى المنصة نفسها فهناك آثار أعمدة وقواعد لتمثالين، لذا يمكن افتراض أنه كان هناك تمثال ثانٍ يفصله عن هذا الطابق سقف لم يعد من الممكن إعادة بنائه. ولا بد أن التماثيل كانت تمثل كل من الإمبراطور كلوديوس والإله بيلجالاسوس.

### الحرم الكبير

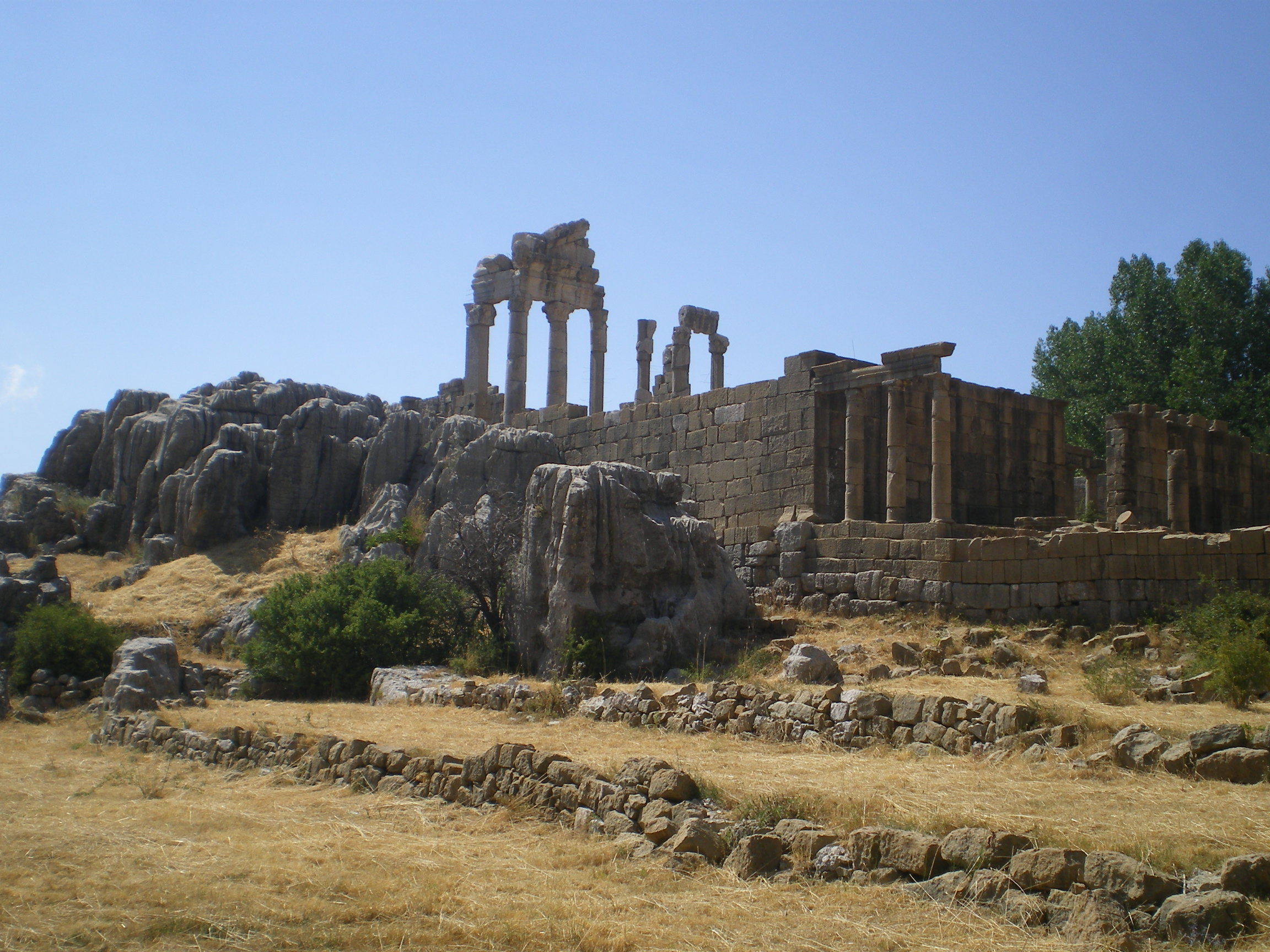
أطلال الحرم الكبير في قلعة فقرا

يقع قطاع الحرم الأوسط الكبير في تكوينات الحجر الجيري والدولوميت، بين قطاع البرج في الشمال وقطاع المعبد الصغير في الجنوب، ويحد جداره المحيطي سياجًا يبلغ طوله قرابة 75 مترًا وعرضه 35 مترًا، ويمتد أحد جوانبه الطويلة لمسافة 30 مترًا في اتجاه الشمال ويمتد جانبه الآخر لمسافة 15 مترًا في اتجاه الجنوب قبل أن يلتقي بالصخور. أما في جهة الشرق فقد زُينت واجهة الحرم بأعمدة متداخلة يحدها رواق منشق يبلغ عمقه حوالي 6 أمتار. تم ترميم هذا الرواق مؤخرًا، وقد كشف تطهير المنطقة الواقعة شرق السياج عن وجود برج مذبح من الحجر الجيري يبلغ طوله حوالي 4.30 مترًا وعرضه 4.10 مترًا، ولكنه كان خاليًا من القوالب في القاعدة ومتوجًا بمضيق مصري. ويتيح الباب الكبير المثبت في منتصف واجهة الحرم الشرقية الوصول إلى الحرم. تنقسم المساحة الداخلية للمعبد إلى قسمين، وهما عبارة عن فناء مرصوف مربع الشكل تقريبًا وتحده أروقة توسكانية من ثلاث جهات، ويسبق الشرفة العلوية حيث يرتفع المعبد خلف الدرج الذي يغطي كامل عرض الحرم. احتفظ الفناء ببقايا مذبح ضخم بُني من الحجر الرملي والحجر الجيري، والذي يميل موقعه قليلاً إلى الجنوب من المحور المتوسط للمعبد.

## العصر الحالي
في مرسوم من وزير الثقافة اللبناني مؤرخ لعام 1996، أقر منع البناء حول المكان وإدخال العقارات المقامة عليها ضمن حرمها حماية للقلعة والأثار.
وفي عام 2015 تعاونت وزارة الثقافة اللبنانية مع السفارة الأمريكية في لبنان في حملة لترميم قلعة فقرا وأثارها، بالإضافة لإنشاء المدرج والمسرح الذي سيكون مقابل أعمدة هياكل فقرا.
لاحقاً بعد ترميم المكان، أصبحت لجنة السياحة في بلدية كفردبيان تستخدم المكان لإقامة مهرجانات ضمن باحة قلعة فقرا بشكل دوري.